# Ernst Melchior
Ernst Melchior (ur. 26 czerwca 1920 w Villach, zm. 5 sierpnia 1978 w Rouen) – piłkarz austriacki grający na pozycji napastnika. W swojej karierze rozegrał 36 meczów i zdobył 16 bramek w reprezentacji Austrii.

## Kariera klubowa
Swoją karierę piłkarską Melchior rozpoczął w klubie Villacher SV. W 1940 roku zadebiutował w nim w drugiej lidze austriackiej. W klubie tym grał do końca sezonu 1945/1946. Latem 1946 przeszedł do Austrii Wiedeń. W sezonie 1947/1948 osiągnął z nią swój pierwszy sukces w karierze, gdy zdobył Puchar Austrii. W sezonie 1948/1949 zdobył z Austrią dublet – mistrzostwo i puchar kraju. W sezonie 1949/1950 oraz w sezonie 1952/1953 ponownie został mistrzem Austrii. W Austrii występował do końca 1953 roku. W barwach Austrii rozegrał 158 ligowych meczów, w których zdobył 120 goli.
W 1954 roku Melchior przeszedł do francuskiego klubu FC Rouen, grającego w rozgrywkach drugiej ligi. W FC Rouen spędził pięć lat. W 1958 roku odszedł do FC Nantes, również grającego w drugiej lidze Francji. Po sezonie 1958/1959 zakończył karierę piłkarską.
| Sezon   | Klub           | Kraj    | Rozgrywki  | Mecze | Bramki |
| ------- | -------------- | ------- | ---------- | ----- | ------ |
| 1940/41 | Villacher SV   | Austria | Erste Liga | ?     | ?      |
| 1941/42 | Villacher SV   | Austria | Erste Liga | ?     | ?      |
| 1942/43 | Villacher SV   | Austria | Erste Liga | ?     | ?      |
| 1943/44 | Villacher SV   | Austria | Erste Liga | ?     | ?      |
| 1944/45 | Villacher SV   | Austria | Erste Liga | ?     | ?      |
| 1945/46 | Villacher SV   | Austria | Erste Liga | ?     | ?      |
| 1946/47 | Austria Wiedeń | Austria | Bundesliga | 18    | 11     |
| 1947/48 | Austria Wiedeń | Austria | Bundesliga | 18    | 19     |
| 1948/49 | Austria Wiedeń | Austria | Bundesliga | 18    | 16     |
| 1949/50 | Austria Wiedeń | Austria | Bundesliga | 24    | 21     |
| 1950/51 | Austria Wiedeń | Austria | Bundesliga | 24    | 15     |
| 1951/52 | Austria Wiedeń | Austria | Bundesliga | 25    | 16     |
| 1952/53 | Austria Wiedeń | Austria | Bundesliga | 18    | 12     |
| 1953/54 | Austria Wiedeń | Austria | Bundesliga | 13    | 10     |
| 1953/54 | FC Rouen       | Francja | Division 2 | 20    | 15     |
| 1954/55 | FC Rouen       | Francja | Division 2 | 38    | 19     |
| 1955/56 | FC Rouen       | Francja | Division 2 | 33    | 8      |
| 1956/57 | FC Rouen       | Francja | Division 2 | 36    | 13     |
| 1957/58 | FC Rouen       | Francja | Division 2 | 31    | 15     |
| 1958/59 | FC Nantes      | Francja | Division 2 | 35    | 16     |

## Kariera reprezentacyjna
W reprezentacji Austrii Melchior zadebiutował 14 kwietnia 1946 roku w wygranym 3:2 towarzyskim meczu z Węgrami, rozegranym w Wiedniu. W swojej karierze grał na Igrzyskach Olimpijskich w Londynie oraz w eliminacjach do MŚ 1954. Od 1946 do 1953 roku rozegrał w kadrze narodowej 36 meczów i strzelił w nich 16 goli.

## Kariera trenerska
Po zakończeniu kariery piłkarskiej Melchior został trenerem. W sezonie 1963/1964 prowadził turecki Beşiktaş JK, z którym wywalczył wicemistrzostwo Turcji. W 1967 roku prowadził Fortunę Düsseldorf, a w latach 1968-1969 był trenerem Club Africain Tunis, który doprowadził do wicemistrzostwa kraju oraz zdobycia Pucharu Tunezji. W latach 1969–1972 był selekcjonerem reprezentacji Luksemburga, a w latach 1972-1975 prowadził FC Rouen.